# Nazionale maschile under 16 di pallacanestro del Canada
La nazionale di pallacanestro canadese Under-16 è una selezione giovanile della nazionale canadese di pallacanestro, ed è rappresentata dai migliori giocatori di nazionalità canadese di età non superiore ai 16 anni.
Partecipa a tutte le manifestazioni internazionali giovanili di pallacanestro per nazioni gestite dalla FIBA.

## Partecipazioni

### FIBA Americas Under-16 Championship for Men
- 2009 -  3°
- 2011 -  3°
- 2013 -  3°
- 2015 -  2°